# Jens Kaltenstein
Jens Kaltenstein (* 30. November 1963 in Wilhelmshaven) ist ein deutscher Jurist. Er ist Vorsitzender Richter am Bundessozialgericht (BSG). 

## Leben und Wirken
1983 bestand er die Abiturprüfung an der Max-Planck-Schule in Wilhelmshaven. 1990 legte er an der Justus-Liebig-Universität Gießen das Erste Juristische Staatsexamen ab. Danach war er Mitarbeiter am Lehrstuhl für Bürgerliches Recht, Arbeits- und Sozialrecht und Rechtssoziologie in Gießen. Dem folgte ein Referendariat in Bremen und 1994 die Zweite Juristische Staatsprüfung in Hamburg.
1995 wechselte er in den höheren Justizdienst des Landes Schleswig-Holstein und war beim Sozialgericht Kiel tätig. Von Januar 1999 bis November 2000 war er wissenschaftlicher Mitarbeiter beim Bundessozialgericht. Anschließend erfolgte eine Abordnung an das Justizministerium des Landes Schleswig-Holstein. Im Februar 2003 wurde er zum Richter am Landessozialgericht ernannt und war seit 1. Oktober 2003 beim  Schleswig-Holsteinischen Landessozialgericht tätig. Seit April 2008 ist Kaltenstein Richter am Bundessozialgericht. Mit Wirkung zum 1. Dezember 2021 wurde er zum Vorsitzenden Richter am Bundessozialgericht ernannt. Er übernahm den Vorsitz des für das soziale Entschädigungsrecht, das Schwerbehinderten- und Elterngeldrecht sowie den Rechtsschutz bei überlangen Gerichtsverfahren zuständigen 9./10. Senats.